# Mont de Marcilly
Le mont de Marcilly est un sommet de Côte-d'Or se situant sur la commune de Marcilly-sur-Tille. Couvrant une surface de 10 hectares, il est connu pour abriter des plantes appartenant à différents domaines biogéographiques.

## Géographie

### Géologie
Le mont correspond à une butte calcaire et marno-calcaire dont le sommet culmine à 311 mètres. Le mont a été épargné par l'érosion de l'Ignon et de la Vénarde car il est surmonté d'un calcaire dur. Il s'agit d'une butte-témoin isolée parmi les contreforts calcaires du Châtillonnais (altitude supérieure à 340 mètres). Cet « îlot » de calcaire, abritant une végétation adaptée à la sécheresse, repose sur des marnes imperméables, comme en témoigne la présence de l'étang à son pied.

### Climat
Schématiquement, le mont est à l'intersection de deux influences climatiques : le climat submontagnard qui arrive par le nord (Châtillonnais) et le climat subméditerranéen par le sud (couloir de la Saône). Cette double influence explique la richesse floristique du site.

### Flore et faune
Quelques oiseaux fréquentent le mont :

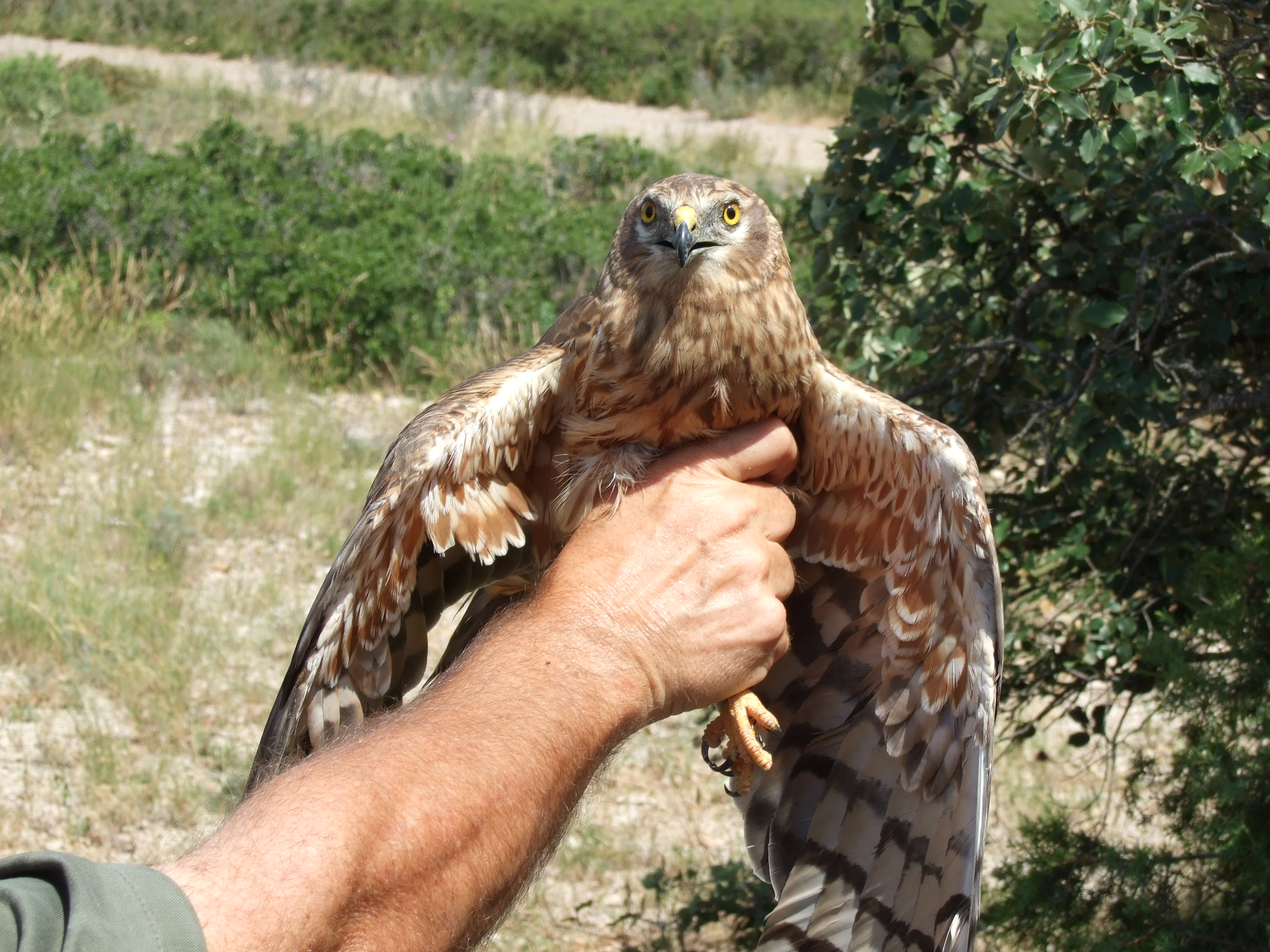
Le busard cendré
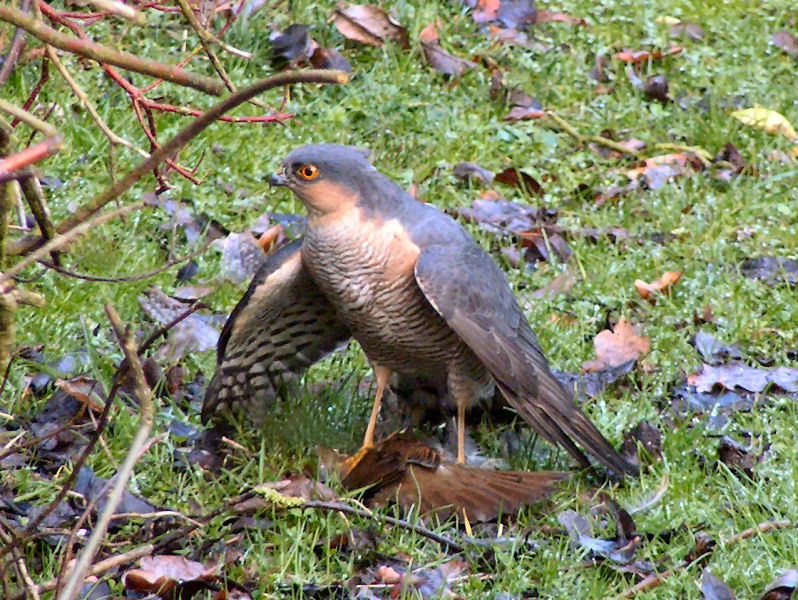
L'épervier d'Europe
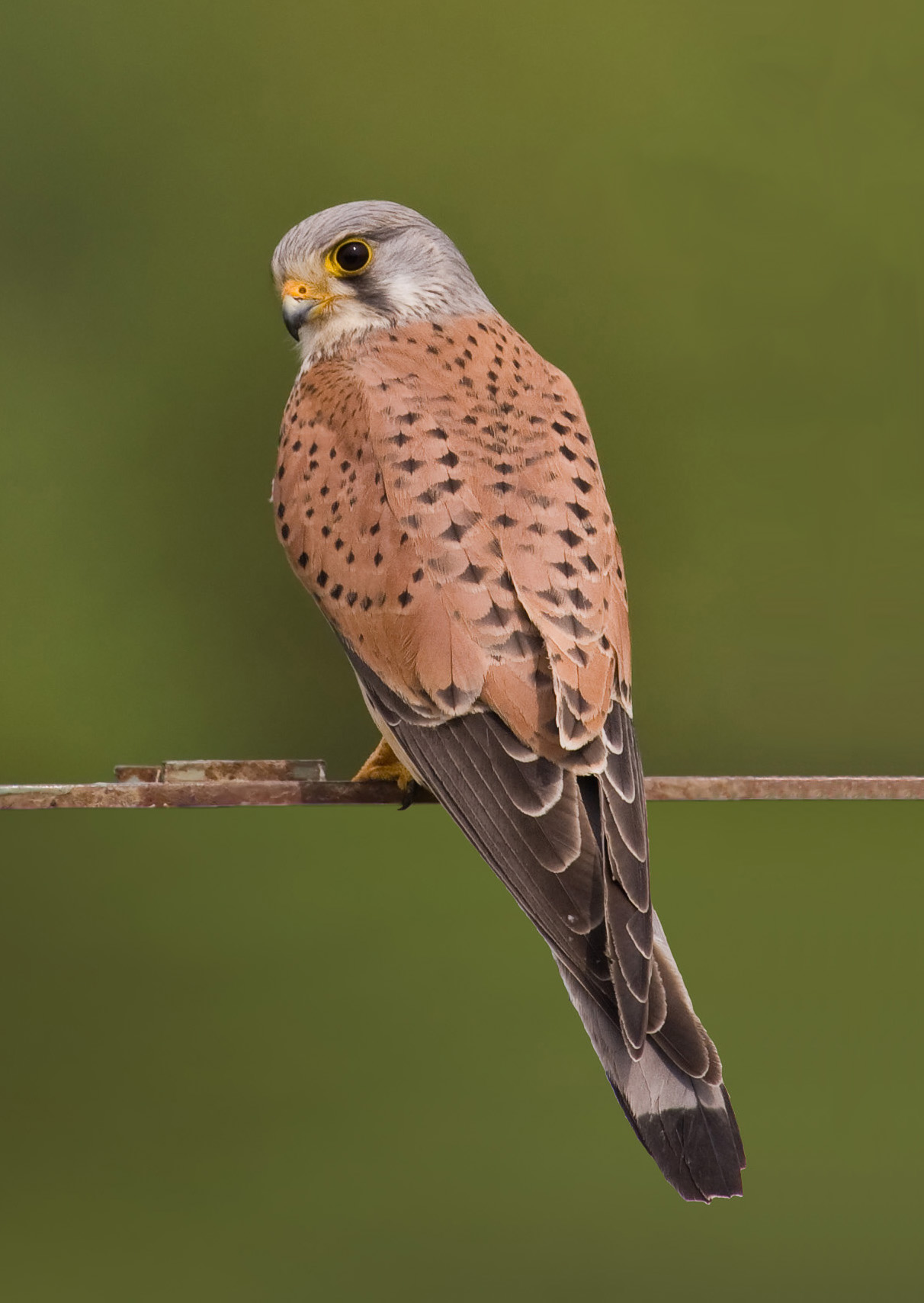
Le Faucon crécerelle
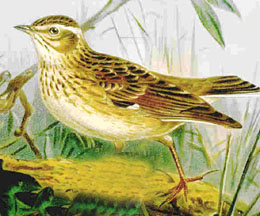
L'Alouette lulu
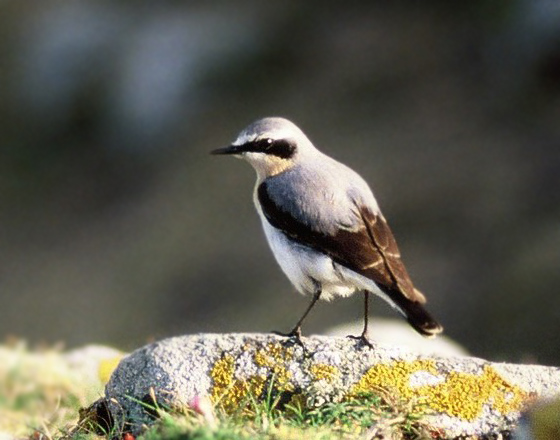
Le Traquet motteux
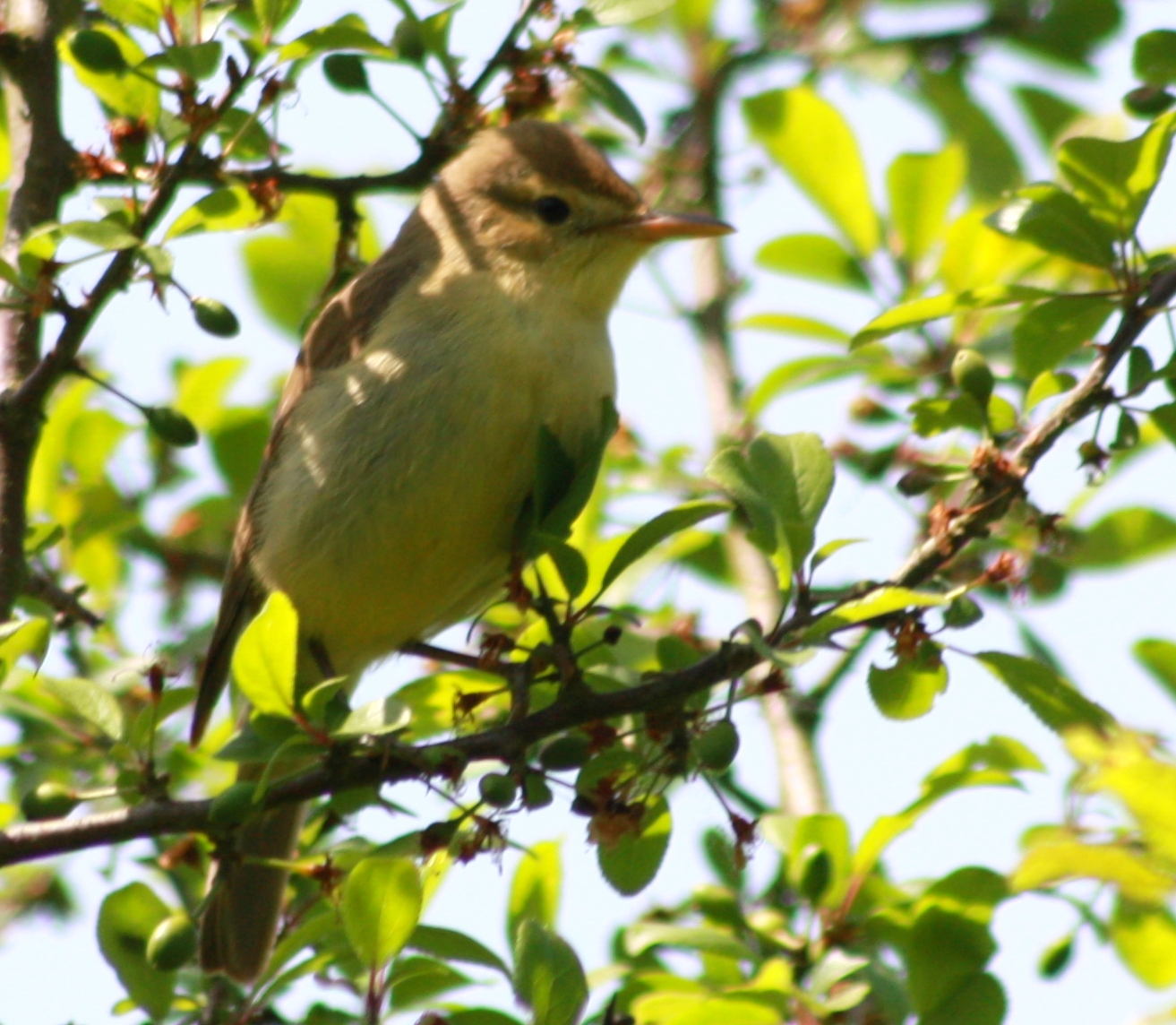
L'Hypolaïs polyglotte

Les scientifiques lui reconnaissent également une importante valeur floristique régionale ; quatre espèces protégées[Lesquelles ?] y sont présentes. Le mont est recouvert par une pelouse calcaire et des affleurements rocheux.

## Histoire
Par sa position isolée et dominante, le mont de Marcilly est occupé par l'homme dès le Néolithique. En effet, il permettait le contrôle de la vallée de l'Ignon et de la haute vallée de la Tille. Ce poste d'observation servait également de refuge en cas de danger. Le mont était entouré de trois enceintes étagées de la base vers le sommet. L'enceinte du bas n'était qu'une simple clôture qui s'étendait à la base du mont. Les deux plus élevées avaient un caractère défensif avec le fortin qui occupait le sommet du mont.
Dès 1960, les recherches du docteur Planson ont permis de retrouver les traces d'un habitat, ou tout au moins d'une construction dont il est impossible de délimiter avec exactitude la superficie et la forme. Il serait hasardeux d'y voir un habitat permanent, étant donné qu'aucun déchet de cuisine n'y a été trouvé. Le matériel archéologique découvert, pas toujours abondant, est particulièrement intéressant. Le matériel lithique comprend des armes (lames de faucilles et de couteaux) et des outils nettement spécialisés (scies…), d'autres, plus rares, polyvalents, le tout de petites dimensions. L'outillage osseux est abondant et l'industrie en paraît fortement développée : gaines de haches, poinçons, ciseaux, gouges… Les spécialistes du Néolithique s'accordent pour classer le site du mont dans le Néolithique moyen bourguignon. Le matériel néolithique du mont de Marcilly est exposé au musée archéologique de Dijon.